# Alfántega
Alfántega település Spanyolországban, Huesca tartományban. Alfántega Binaced, Pueyo de Santa Cruz és San Miguel del Cinca községekkel határos. Lakosainak száma 129 fő (2024).

## Népesség
A település lakosságának változását az alábbi diagram mutatja:
| Lakosok száma | 121  | 113  | 112  | 135  | 130  | 136  | 131  | 130  | 133  | 129  |
|               | 2001 | 2004 | 2006 | 2009 | 2011 | 2014 | 2016 | 2019 | 2021 | 2024 |